# The Lion King: Adventures at Pride Rock
The Lion King: Adventures at Pride Rock es un videojuego educativo basado en la franquicia El rey león de Disney que fue publicado para la consola Sega Pico en el año 1995. Este título fue desarrollado por la compañía Realtime Associates y publicado por Sega y está orientado a niños pequeños.

## Páginas
Las páginas del juego están basadas en la película "El rey león" y desarrollan únicamente la infancia del protagonista Simba. Al tocar los círculos de la vida que aparecen, el jugador ingresa a un minijuego.
Página 1:
- Juego del vuelo
- Juego de memoria

Página 2:
- Laberinto
- Juego del abecedario
- Rompecabezas

Página 3:
- Juego de la carrera
- Juego del cazabichos
- Juego de unir piezas

Página 4:
- Juego de contar
- Juego de las escondidas
- Solitario de bichos

Página 5:
- Aplicación de dibujo

## Minijuegos
- Juego del vuelo: Un sencillo juego en el que controlas a Zazú con los botones direccionales mientras sobrevuela por Pride Lands, el objetivo es tocar a todos los animales que aparecen.
- Juego de memoria: Un juego estilo Simon en donde Simba y un  grillo aparecen parados sobre unas plataformas. El objetivo es recordar la secuencia en la que el grillo salta sobre las plataformas y luego repetirla, tocándolas con el bolígrafo para hacer saltar a Simba.
- Laberinto: Un laberinto clásico en donde controlas a un escarabajo con los botones de dirección y debes llevarlo hasta la salida.
- Juego del abecedario: Un juego para aprender el abecedario. Controlas a un pequeño saltamontes que está parado en la baldosa "A" y debes hacerlo saltar siguiendo el orden alfabético hasta llegar a la "Z".
- Rompecabezas: Un rompecabezas de piezas cuadradas en el que aparece la imagen de un animal toda desordenada.